# Kempton (Illinois)
Kempton è un comune degli Stati Uniti d'America, situato nello Stato dell'Illinois, nella contea di Ford.